# Brampton, Norfolk
Brampton är en ort och civil parish i Storbritannien.   Den ligger i grevskapet Norfolk och riksdelen England, i den sydöstra delen av landet, 170 km nordost om huvudstaden London. Brampton ligger 17 meter över havet och antalet invånare är 162.
Terrängen runt Brampton är platt. Runt Brampton är det ganska tätbefolkat, med 214 invånare per kvadratkilometer. Närmaste större samhälle är Norwich, 15,4 km söder om Brampton. Trakten runt Brampton består till största delen av jordbruksmark.